# Nikolaj Guljaev
Nikolaj Alekseevič Guljaev (in russo Николай Алексеевич Гуляев?; 1º gennaio 1966) è un ex pattinatore di velocità su ghiaccio sovietico.

## Palmarès

### Olimpiadi
- 1 medaglia:
  - 1 oro (Calgary 1988 nei 1000 metri)

### Mondiali - Completi
- 1 medaglia:
  - 1 oro (Heerenveen 1987)

### Europei
- 1 medaglia:
  - 1 oro (Trondheim 1987)